# Стрелка (река, впадает в Балтийское море)
Стре́лка — река, протекающая по Ломоносовскому району Ленинградской области, Петродворцовому району Санкт-Петербурга. Своё название получила ещё до XVI века. Славянский корень «стр» означает «движение», «течение». Длина реки — 34 км. Уклон реки — 2,9 м/км.
Исток реки находится рядом с деревней Кипень (Кипенское озеро). Впадает в Финский залив Балтийского моря в Стрельне. В низовьях реки находится Орловский пруд. У пересечения Стрелки с Санкт-Петербургским шоссе находится мост-водоспуск, после которого 400-метровый участок реки до впадения в Финский залив называется Портовым каналом.
Река Стрелка относится к равнинным рекам со смешанным питанием. Её русло очень извилистое. Преобладающая ширина от 1 до 8 м. Глубина не превышает 1,5 метра.

## Общие сведения
Воды реки Стрелки имеют повышенную минерализацию — по сухому остатку от 370 мг/л в период половодья до 462 мг/л в зимнюю межень. По показателю общей жёсткости воды умеренно жёсткие или жёсткие — до 7,8 мг.экв/л. Реакция воды слабощелочная (рН = 8,2-8,7). Кислородный режим удовлетворительный (содержание растворенного кислорода от 9 до 12,2 мг/л).
Воды реки Стрелки загрязнены на всем её протяжении как по химическим, так и бактериологическим показателям.
Гидрографическая сеть бассейна представлена в основном мелиоративными канавами и небольшими ручьями, общее число которых 155 общей протяжённостью 190 км. Наиболее крупные притоки Стрелки — река Чёрная и ручей Каргинский.
В верховьях реки Стрелки и на её притоках построены рыбоводные пруды. Самый большой из них пруд Кипень-1 (Кипенское озеро) имеет ёмкость 1 145 000 м³. Основными потребителями воды являются рыбоводные пруды в Кипени и Ропше центральной экспериментальной станции ГосНИИОРХа «Ропша».
Река Стрелка используется в качестве источника хозяйственно-питьевого водоснабжения Ломоносовской птицефабрики и деревни Горбунки. Забор воды на орошение незначителен.

## История
Когда-то река была полноводной и даже судоходной. В ней водилось много рыбы, а вдоль берегов простирались глухие таёжные еловые леса. Поэтому коренное население этих мест, финно-угорские племена, занимались в основном рыболовством и охотой.
С приходом сюда в VIII—IX веках ильменских славян-новгородцев облик края стал сильно меняться. Славяне вырубали или выжигали таёжные еловые леса под новые поля. Вдоль русла реки возникли села и деревни. Вместо еловых лесов вырастал смешанный лес, вдоль русла реки возникали пожни и покосы.
Во времена царствования Петра I и Елизаветы Петровны в деревне Ропша были созданы рыборазводные пруды как единая водная система с рекой Стрелкой.
Ропшинские пруды и протоки и сейчас используются для разведения рыбы. Здесь находится Центральная экспериментальная станция Государственного НИИ озёрного и речного рыбного хозяйства (ЦЭС «Ропша»).
Каргинский ручей в нижнем течении имел название река Видника, что зафиксировано на картах XVIII—XIX веков. Инноловской и Каргинской ручьи — правые притоки реки Видники. Каргинский ручей протекал мимо мызы Каргина (ныне высоковольтная подстанция между Иннолово и Рюмками).

## Наиболее крупные населённые пункты
- Кипень
- Русско-Высоцкое
- Ропша
- Олики
- Разбегаево
- Горбунки
- Новополье
- Стрельна